# Odomantica

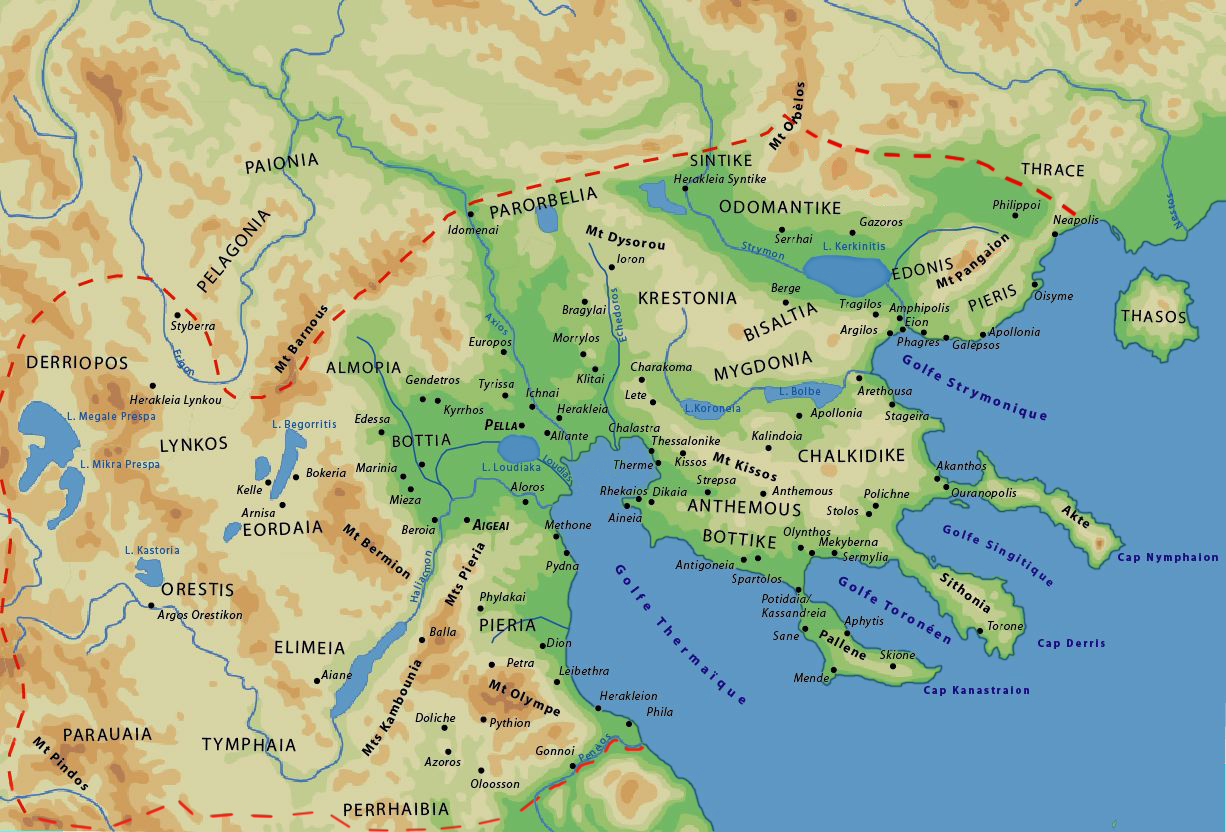
Odomantica a est dello Strimone

L'Odomantica (greco: Ὀδομαντική) era un'antica regione della Macedonia posta a est della Crestonia e Bisaltia, fra il fiume Strimone a ovest, il fiume Nestos a est, il Monte Orbelus a nord ed il Pangeo a sud. Questa regione, insieme a quelle vicine, viene anche chiamata Macedonia adjecta, in quanto fu conquistata, quindi "aggiunta" alla Macedonia, dopo le conquiste di Filippo II.
Dopo la definitiva conquista romana della regione, successiva alla terza guerra macedone, la regione costituì, insieme alla Bisaltia, e alla Sintica una delle quattro repubbliche, con capitale Anfipoli, in cui fu divisa la Macedonia, per poi rientrare insieme al resto della Macedonia, nella corrispondente provincia romana.
La principale città della regione era Serrhae o Sirae, la moderna Serres.
In antichità la regione era abitata da una tribù dei Peoni detta Odomanti o Odomantes.